# Saiza Nabarawi
Saiza Nabarawi, còn được đánh vần là Cesa Nabarawi, (tên khai sinh Zainab Murad, 1897-1985) là một nhà báo sinh ra ở Ai Cập và được giáo dục ở Paris, người cuối cùng trở thành nhà báo hàng đầu cho L'Egyptienne.

## Đầu đời
Saiza Nabarawi ban đầu được sinh ra với tên khai sinh Zainab Murad, trong một gia đình gốc Thổ Nhĩ Kỳ. Bà được Adila Nabarawi, một người họ hàng xa nhận nuôi và được đưa đến Paris để được giáo dục.
Bà theo học một trường tu ở Versailles và cuối cùng học tại Học viện Saint Germain des Pres ở Paris. Bà được gửi trở lại Ai Cập nhưng vẫn tiếp tục việc học ở một trường học ở Pháp, trường Les Dames de Sion ở Alexandria. Khi mẹ nuôi của bà tự sát, Nabarawi đã được Muhammad Murad và Fatma Hanim, cha mẹ ruột của bà tuyên bố. Bà đã từ chối họ và sống với ông bà ngoại của mình. Huda Shaarawi, một người bạn của mẹ nuôi của bà, cuối cùng đã quan tâm đến Nabarawi trong thời niên thiếu và giúp bà trở thành một nhà hoạt động phụ nữ có ý chí mạnh mẽ.

## Những năm sau đó
Một hành động thách thức lớn trong cuộc sống của Saiza Nabarawi xảy ra khi ông của bà khăng khăng bảo bà đeo khăn che mặt truyền thống của Ả Rập và bà từ chối. Bà đội một chiếc mũ bóng chày thay thế. Nhưng Huda Shaarawi đã thuyết phục bà đeo khăn che mặt. Tuy nhiên, vào năm 1923, khi trở về từ Hội nghị của Liên minh Quốc tế Phụ nữ Quốc tế ở Rome, bà và Shaarawi đã gỡ bỏ mạng che mặt của họ tại một nhà ga xe lửa công cộng.
Bà cũng đã viết về việc loại trừ bà khỏi quốc hội thứ ba vào tháng 3 năm 1925 trong bài viết ' Tiêu chuẩn kép '. Trong tác phẩm của mình, bà lưu ý cách bà không được phép tham gia vào một quốc hội liên quan đến nền độc lập của Ai Cập. Bà chỉ ra làm thế nào vợ của các quan chức quan trọng được đưa vào khu khán giả, và không phải là một biên tập viên của một tờ báo thành công. Lời nói châm biếm và lời nói hài hước dí dỏm của bà đã làm cho Nabarawi trở thành biên tập viên xuất sắc và nữ quyền.

## Sự nghiệp

### Liên minh nữ quyền Ai Cập
Nabarawi và Shaarawi là những người sáng lập Liên minh Nữ quyền Ai Cập kêu gọi quyền chính trị cho phụ nữ Ai Cập. Tổ chức này đã xuất bản tạp chí Ai Cập, tạp chí của EPU, mà Nabarawi làm biên tập. Bà cũng thành lập Ủy ban Kháng chiến Phổ biến Phụ nữ. Nabarawi dành cuộc đời của mình cho hoạt động nữ quyền và tham dự các hội nghị nữ quyền quốc tế và nói chuyện rộng rãi về các vấn đề bình đẳng giới.
Một trong những người cố vấn của Nabarawi, Sa'd Zaghlu, đã coi việc tạo ra tấm màn che theo cách không chính thống đối với việc che mặt thực tế. Nó được sử dụng giống như một chiếc khăn được thiết kế giống thực tế. Ý kiến của bà đã mô tả sự chuyển đổi mới từ việc có mạng che mặt đến không mạng che mặt mà Nabarawi tham gia.